# Ion Vlădoiu
Ion Vlădoiu (Călineşti, 5 de novembro de 1968) é um ex-futebolista profissional e treinador romeno, que atuava como atacante.

## Carreira
Pela Seleção Romena de Futebol disputou uma Copa do Mundo de 1994, e a Eurocopa de 2006.